# 백만송이 장미
백만송이 장미(러시아어: Миллион роз)는 라트비아의 가요 《마리냐가 준 소녀의 인생》(라트비아어: Dāvāja Māriņa meitenei mūžiņu)이란 곡에 러시아어 가사를 붙인 노래이다. 소비에트 연방의 가수 알라 푸가초바가 불러 대중에게 알려졌다. 일본에서는 가토 도키코의 곡으로 알려져 있으며, 대한민국에서는 심수봉의 곡으로 알려져 있다.

## 라트비아어
《백만송이 장미》의 원곡인 《마리냐가 준 소녀의 인생(Dāvāja Māriņa meitenei mūžiņu)》은 1981년 라트비아의 방송국 미크로폰스(Mikrofons)가 주최한 가요 콘테스트 미크로포나 압타우야(Mikrofona aptauja)에 출전한 아이야 쿠쿨레(Aija Kukule), 리가 크레이츠베르가(Līga Kreicberga)가 《마리냐가 준 소녀의 인생》을 불러 우승한다. 작곡은 라이몬츠 파울스(Raimonds Pauls), 작사는 레온스 브리에디스(Leons Briedis)가 하였다.
가사 내용은 《백만송이 장미》와 전혀 다른 내용으로, 강대국에 나라의 운명이 휘둘리는 라트비아의 고난을 암시한 것이다. 제목에 나온 마리냐(Māriņa)는 라트비아 신화의 여신으로 최고의 신 중 한 명이다.
2002년 라트비아의 힙합 가수 오졸스(Ozols)가 자신의 앨범 《Augstāk, tālāk, stiprāk》에 랩을 가미해 불렀다.

## 러시아어
알라 푸가초바가 불러 대중에 널리 알려진 곡 《백만송이 장미》의 가사는 안드레이 보즈네센스키가 작사한 것으로 조지아 출신의 화가 니코 피로스마니가 프랑스 출신 배우와 사랑에 빠졌던 일화를 바탕으로 쓴 것이다. 1982년 멜로디야(Melodiya)에서 싱글판으로 발매했다.
상기의 가사에서 나타난 일화의 진실성에 관해서는 여러 설이 있다. 니코 피로스마니가 프랑스 출신 배우를 모델로 그린 그림이 몇 장 남아있고, 1969년 프랑스 파리에서 열린 그의 개인전에 그림 속 배우로 비쳐진 여성이 목격되기도 했다.
야마노우치 시게미는 2002년 자신의 책에서 니코 피로스마니가 상기의 배우로 보이는 인물과 연인이었다는 사실은 분명해 보이지만, 가사에서처럼 그가 장미를 좋아했다거나, 많은 장미를 선물했다는 일화는 없는 것으로 보고 있다. 2007년 러시아의 한 방송국에서 방영한 니코 피로스마니에 관한 다큐멘터리에서 앞서 서술했던 파리의 개인전에서의 일을 소개한 바 있다.

## 일본어
1987년에 발표된 가토 도키코의 《백만송이 장미》(일본어: 百万本のバラ)가 크게 히트하여, 도키코의 곡으로 인지되어 있지만, 1984년 오다 요코가 부른 곡이 있으며, 가사는 이와타니 도키코가 하였다. 이외에도 마쓰야마 젠조가 역사한 곡으로 가수 구미코가 부른 버전도 있다. 가토 도키코의 곡의 가사의 내용은 러시아어판과 별반 다를 것이 없다.

## 한국어
1997년에 발표된 심수봉의 《백만송이 장미》는 러시아어와 일본어의 가사와 달리, 사랑을 주제한 가사이다. 가사는 노래를 부른 심수봉 자신이 하였다. 